# Nurhachi

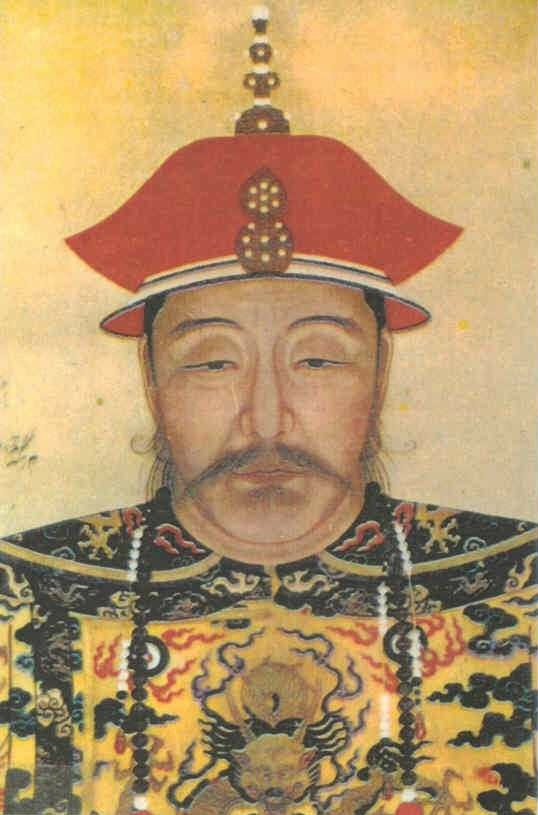
Nurhachi

D'origine mandchoue, Nourhatchi (chinois simplifié : 努尔哈赤 ; chinois traditionnel : 努爾哈赤 ; pinyin : nǔ'ěrhāchì ; mandchou : ᠨᡠᡵᡤᠠᠴᡳ , nurgaci; 21 février 1559 - 30 septembre 1626) réalise l'unité des Jurchen et fonde la dynastie des Jīn postérieurs (後金, hòu jīn). Celle-ci devient ensuite la dynastie Qing, la dernière dynastie impériale chinoise.

## Importance historique
L'unification des mandchoues Jurchen réalisée par Nurhachi constitue la base des succès remportés par ses successeurs.
Huang-Taiji, l'un de ses fils, lui succède et réforme l'organisation de l'armée manchoue en créant en particulier un corps d'artillerie, brisant ainsi la résistance des armées chinoises de la dynastie des Ming.
Ceci permet au successeur de Huang-Taiji, Shunzhi, de renverser la dynastie Ming et de la remplacer sur le trône de Chine par la dynastie des Jin postérieurs, sous le nouveau nom qu'elle s'est donné entre-temps de dynastie Qing.
Cette dynastie, la dernière à occuper le trône de Chine, règne sur la Chine de 1644 (après la chute des Ming) à 1912, lorsque le dernier empereur Puyi (Pǔyí 溥儀) est renversé pour faire place à la République de Chine.

## Biographie

### Nom

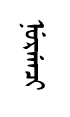
Nurhachi en Mandchou

Nurhachi est né dans le clan des Gioro, membre de l'ethnie des Jurchen. 
C'est Nurhachi lui-même qui, en 1612, rebaptise son clan Aisin Gioro (爱新觉罗, Àixīnjuéluó), ajoutant le premier mot Aisin, qui veut dire « or », ou « d'or » en Mandchou. Le mot chinois désignant l'or est Jin (金, jīn), ce qui explique pourquoi la dynastie fondée par Nurhachi prend le nom de « dynastie Jin ».
Dans les archives de la dynastie des Ming, ce clan est désigné par le caractère tong (佟, tóng, qui est un nom de famille chez les Hans.

### Les débuts
Nurhachi nait en 1559. Sa famille trouve son origine dans une région qui fait aujourd'hui partie de la Corée du Nord. Selon des sources chinoises, le jeune homme passe ses premières années comme soldat à Fushun, où il apprend le chinois. 
En 1582, son père Taksi et son grand-père Giocangga sont tués lors d'une attaque par un chef Jurchen rival, Nikan Wailan, alors qu'il est conduit par le général chinois Li Chengliang, au service de la dynastie des Ming.

### Unification des tribus Jurchen
L'année suivante, Nurhachi commence à unifier les Jurchen ; lorsqu'il est âgé de 25 ans, il décapite Nikan Wailan à Tulin, pour venger la mort de son père et de son grand-père, dont on dit qu'ils ne lui avaient laissé que treize armures pour toute fortune. 
En 1593, les neuf maisons aristocratiques alliées des Yehe, Hada, Ula, Hoifa, Khorchin, Sibe, Guwalca, Jušeri, et Neyen attaquèrent Nurhachi, mais sont totalement écrasées à la bataille de Guleshan (古勒山之战).
De 1599 à 1618, Nurhachi s'engage dans une longue campagne pour conquérir les quatre maisons aristocratiques Hulun. En 1599, il attaque les Hada, qu'il soumet finalement en 1603. En 1607, c'est au tour des Hoifa d'être vaincus, suivis par les Ula en 1613, et enfin par les Yehe, vaincus à la bataille de Sarhu en 1619.
En 1599, il fait créer l'écriture mandchoue par deux de ses traducteurs, Erdeni Bagshi et Gagai Jarguchi, à partir de l'alphabet mongol, ce qui permet de mettre au point un alphabet mandchou de 24 lettres. 
En 1606, il reçoit des Mongols le titre de Kundulun Khan, « l'Empereur Respecté ». 
En 1616, Nurhachi se proclama Khan (roi) et fonde la dynastie Jin, souvent appelée dynastie des Jin postérieurs. En effet, la Dynastie Jin (1115-1234) a également été formée par les Jurchen, et Nurhachi montre ainsi qu'il se considère en quelque sorte comme l'héritier de cette lointaine lignée.
En 1624, il reçoit la soumission des Mongols khorchins, qui contrôlent l'aire à l'Est du Khinggan et à l'ouest du Songhua.
C'est son fils Huang Taiji qui rebaptise la dynastie des Jin postérieurs en « dynastie Qing » après sa mort, ce qui fait que l'on considère souvent que Nurhachi est le fondateur de la dynastie des Qing, même si elle n'a régné sur la Chine qu'à partir de 1644, après la chute des Ming. 
Il construit un palais à Mukden (aujourd'hui Shenyang) dans la province de Liaoning.

### Lutte contre la dynastie chinoise des Ming
En 1618, Nurhachi fait établir un document intitulé les Sept Grandes Causes d'irritation, dans lequel il énumère sept récriminations contre les Ming, ce qui l'amène à se rebeller contre l'autorité de la dynastie Ming. La majorité de ces récriminations porte sur les conflits avec les Yehe, et le favoritisme dont les Ming font preuve à l'égard des Yehe. 
Nurhachi mène de nombreuses opérations militaires victorieuses contre la dynastie Ming, les Coréens, les Mongols, et d'autres clans Jurchen, élargissant son territoire de façon considérable. 

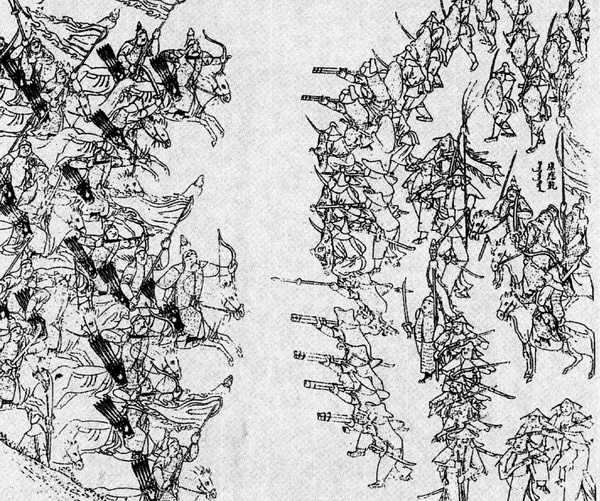
cavalerie d'archers des Jin contre artillerie d'armes à feu des Ming

Du 14 au 18 avril 1619, il mène la bataille de Sarhu, où la cavalerie mandchoue composée majoritairement d'archers, bat les Hans des Ming, équipés d'armes à feu comme de platines à mèche et de canons.
Finalement, au cours de l'année 1626, Nurhachi subit la première défaite militaire sérieuse de sa vie lorsqu'il affronte le général chinois Yuán Chónghuàn (袁崇焕). Nurhachi est, pense-t-on, blessé par l'artillerie portugaise de Yuán Chónghuàn à la bataille de Ningyuan. Incapable de se remettre, à la fois sur le plan physique et sur le plan moral, il meurt quelque temps plus tard (l'histoire officielle est très imprécise à ce sujet) dans la petite ville de De-A Man (靉福陵隆恩門), le 30 septembre (?) 1626, à l'âge de 67 ans. Sa tombe se trouve à l'est de Shenyang.

### La succession de Nurhachi
C'est le huitième fils de Nurhachi, Huang Taiji, qui lui succède. On raconte que Huang Taiji s'empare du trône en obligeant l'épouse de son père, Abahai (en), à se suicider, de façon à empêcher que ce soit son frère cadet, Dorgon, fils d'Abahai, qui monte sur le trône.
La raison de cet acte est que Nurhachi a laissé le commandement des deux Bannières d'élite, les « Bannières Jaunes », à Dorgon et à Dodo, tous deux fils d'Abahai. Huang Taiji échange le commandement de ses deux « Bannières Blanches » contre celui des deux « Bannières Jaunes », s'assurant ainsi de leur appui pour conquérir le trône ; en obligeant par ailleurs Abahai à se suicider, il prive ainsi de tout soutien Dorgon, âgé de 15 ans, et Dodo, âgé de 14 ans.

### Organisation militaire
Nurhachi sait très vite s'allier avec les mongols , non seulement pour éviter de devoir les combattre alors qu'il affronte la Chine des Ming, mais aussi pour s'appuyer sur leurs qualités guerrières, bénéficiant en particulier de leur expérience légendaire en matière d'archers à cheval.
Il consolide cette alliance par d'habiles mariages entre mandchous et mongols, favorisant les aristocrates mongols qui s'y prêtent et soumettant les autres. 
Par ailleurs, l'une des réalisations les plus durables que Nurhachi lègue à ses descendants est l'établissement de ce qu'on a appelé le système des « Huit Bannières », qui devaient sceller l'unité du peuple mandchou, et finalement constituer la colonne vertébrale de la puissance militaire de l'empire Qing.
Nurhachi crée initialement quatre « Bannières » (jaune, bleue, blanche et rouge), qu'il dédouble ensuite en huit « Bannières », à partir de 1615, en bannières unies (ou régulières) et à bordures.
Le statut des Bannières ne change pas de façon significative pendant le règne de Nurhachi, ni d'ailleurs sous ses successeurs, restant essentiellement sous le contrôle de la famille royale : 
- Les deux corps d'élite que constituent les « Bannières Jaunes » sont toujours sous le contrôle direct de Nurhachi lui-même.
- Les deux « Bannières Bleues » sont sous le commandement du frère de Nurhachi, Surhachi, jusqu'à sa mort, après laquelle les deux « Bannières Bleues » furent confiées aux deux fils de Surhachi, Chiurhala et Ah Ming.
- Le fils aîné de Nurhachi, Chuyin, contrôle la « Bannière blanche » pendant la plus grande partie du règne de son père, jusqu'à ce qu'il se rebelle. La « Bannière blanche à bordure » fut alors confiée au petit-fils de Nurhachi et la « Bannière blanche unie » fut donnée à son huitième fils, son héritier, Huang Taiji. Cependant, à la fin du règne de Nurhachi, c'est Huang Taiji qui contrôle les deux « Bannières Blanches ».
- Enfin, les « Bannières Rouges » sont confiées à Daishan, second fils de Nurhachi.

## Premiers souverains de la famille Aisin Gioro
| Nom de règne | Nom personnel           | Règne     | Titre                                                                                          |
| ------------ | ----------------------- | --------- | ---------------------------------------------------------------------------------------------- |
|              | Giocangga               | ?-1582    | Khan des Jurchen                                                                               |
|              | Taksi                   | ?-1582    | Khan des Jurchen                                                                               |
| Tiānmìng     | Nurhachi                | 1582-1626 | Khan des Jurchen jusqu'en 1616, puis Khan des Jin postérieurs jusqu'en 1626                    |
| Tiāncōng     | Àixīnjuéluó Huáng Tàijí | 1626-1643 | Khan des Jin postérieurs                                                                       |
| Shunzhi      | Àixīnjuéluó Fúlín       | 1643-1661 | Khan des Jin postérieurs, puis premier empereur de Chine de la dynastie Qing, à partir de 1644 |
| Kangxi       | Àixīnjuéluó Xuányè      | 1661-1722 | Empereur de Chine de la dynastie Qing                                                          |

Le dernier souverain est Aisin Gioro Puyi, « le Dernier Empereur ».

## Sources historiques
Les informations dont nous disposons sur la biographie de Nurhachi proviennent de diverses sources :
- des ouvrages de propagande mandchous édités plus tard, tels que Les Véritables chroniques mandchoues (en chinois : Mǎnzhōu Shílù 滿洲實錄, en mandchou : le Yarkiyang Kooli).
- de sources d'époque fiables, et en particulier celles que l'on trouve dans les documents coréens d'époque. Ainsi par exemple, de nombreuses informations concernant l'ascension de Nurhachi vers le pouvoir ont été préservées dans des documents coréens tels que Les Véritables chroniques de la dynastie Joseon (Joseon Wangjo Sillok 朝鮮王朝實錄), en particulier le Seonjo Sillok et le Gwanghaegun Ilgi.
- des chroniques écrites en mandchou et remontant à l'époque de Nurhachi, car elles ont survécu. Une transcription révisée de ces chroniques avait été établie à la demande de l'empereur Qianlong ; elle a été elle-même traduite en japonais, sous le titre Manbun roto, et en chinois, sous le titre Manwen laodang. Un projet serait en cours à l'université de Harvard pour en établir une traduction anglaise, sous le titre The Old Manchu Chronicles.

## Autres

### Nurhachi au cinéma
Dans le film de 1984 Indiana Jones et le Temple maudit, Indiana Jones s'efforce, lors de la scène d'ouverture, d'échanger l'urne ciselée contenant les cendres de Nurhachi (qu'il a réussi à se procurer) contre un énorme diamant.
Dans la réalité, Nurhachi fut enterré à Fuling, « la Tombe de l'est », située dans une région boisée à 8 kilomètres environ à l'est de Mukden (Shenyang).